# Prix Lumière/Bester Darsteller

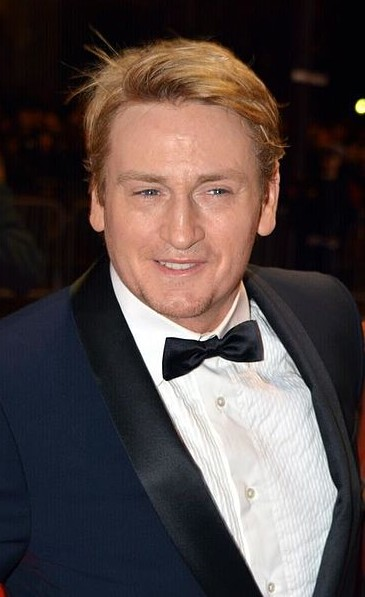
Preisträger 2022: Benoît Magimel (In Liebe lassen)

Der Prix Lumière in der Kategorie Bester Darsteller (Meilleur acteur) wird seit 1996 verliehen. Die französische Auslandspresse vergibt seit diesem Jahr ihre Auszeichnungen für die besten Filmproduktionen und Filmschaffenden rückwirkend für das vergangene Kinojahr.
Am erfolgreichsten in dieser Kategorie waren Mathieu Amalric, Michel Serrault und Benoît Magimel, die es auf je zwei Auszeichnungen brachten. Mehrfach stimmte der prämierte Darsteller mit dem späteren César-Gewinner überein, zuletzt 2024.
| Jahr | Preisträger            | Originaltitel                                            | Deutscher Titel                                                   |
| ---- | ---------------------- | -------------------------------------------------------- | ----------------------------------------------------------------- |
| 1996 | Michel Serrault ¹      | Nelly et Mr. Arnaud                                      | Nelly & Monsieur Arnaud                                           |
| 1997 | Charles Berling        | Ridicule                                                 | Ridicule – Von der Lächerlichkeit des Scheins                     |
| 1998 | Michel Serrault        | Rien ne va plus                                          | Das Leben ist ein Spiel                                           |
| 1999 | Jacques Villeret ¹     | Le dîner de cons                                         | Dinner für Spinner                                                |
| 2000 | Philippe Torreton      | Ca commence aujourd’hui                                  | Es beginnt heute                                                  |
| 2001 | Daniel Auteuil         | Sade                                                     | Sade                                                              |
| 2002 | Michel Bouquet ¹       | Comment j’ai tué mon père                                | Vater töten!                                                      |
| 2003 | Jean Rochefort         | L’homme du train                                         | Das zweite Leben des Monsieur Manesquier                          |
| 2004 | Bruno Todeschini       | Son frère                                                | Sein Bruder                                                       |
| 2005 | Mathieu Amalric ¹      | Rois et reine                                            | Das Leben ist seltsam                                             |
| 2006 | Romain Duris           | De battre mon coeur s’est arrêté                         | Der wilde Schlag meines Herzens                                   |
| 2007 | Gérard Depardieu       | Quand j’étais chanteur                                   | Chanson d’Amour                                                   |
| 2008 | Mathieu Amalric ¹      | La scaphandre et le papillon                             | Schmetterling und Taucherglocke                                   |
| 2009 | Vincent Cassel ¹       | Mesrine: L’instinct de mort Mesrine: L’ennemi public n°1 | Public Enemy No. 1 – Mordinstinkt Public Enemy No. 1 – Todestrieb |
| 2010 | Tahar Rahim ¹          | Un prophète                                              | Ein Prophet                                                       |
| 2011 | Michael Lonsdale ²     | Des hommes et des dieux                                  | Von Menschen und Göttern                                          |
| 2012 | Omar Sy ¹              | Intouchables                                             | Ziemlich beste Freunde                                            |
| 2013 | Jean-Louis Trintignant | Amour                                                    | Liebe                                                             |
| 2014 | Guillaume Gallienne ¹  | Les garçons et Guillaume, à table!                       | Maman und ich                                                     |
| 2015 | Gaspard Ulliel         | Saint Laurent                                            | Saint Laurent                                                     |
| 2016 | Vincent Lindon         | La Loi du marché et celui Journal d’une femme de chambre | Der Wert des Menschen Tagebuch einer Kammerzofe                   |
| 2017 | Jean-Pierre Léaud      | La mort de Louis XIV                                     | Der Tod von Ludwig XIV.                                           |
| 2018 | Nahuel Pérez Biscayart | 120 battements par minute                                | 120 BPM                                                           |
| 2019 | Alex Lutz ¹            | Guy                                                      | Guy                                                               |
| 2020 | Roschdy Zem ¹          | Roubaix, une lumière                                     | Im Schatten von Roubaix                                           |
| 2021 | Sami Bouajila ¹        | Un fils                                                  | Ein Sohn                                                          |
| 2022 | Benoît Magimel ¹       | De son vivant                                            | In Liebe lassen                                                   |
| 2023 | Benoît Magimel ¹       | Pacifiction – Tourment sur les îles                      | Pacifiction                                                       |
| 2024 | Arieh Worthalter ¹     | Le procès Goldman                                        | Der Fall Goldman                                                  |
| 2025 | Abou Sangaré           | L’histoire de Souleymane                                 | k. A.                                                             |

¹ = Schauspieler, die für ihre Rolle später den César als bester Hauptdarsteller des Jahres gewannen
² = Schauspieler, die für ihre Rolle später den César als bester Nebendarsteller des Jahres gewannen